# Rhyacophila forcipulata
Rhyacophila forcipulata är en nattsländeart som beskrevs av Martynov 1926. Rhyacophila forcipulata ingår i släktet Rhyacophila och familjen rovnattsländor. Inga underarter finns listade i Catalogue of Life.